# バランスボール

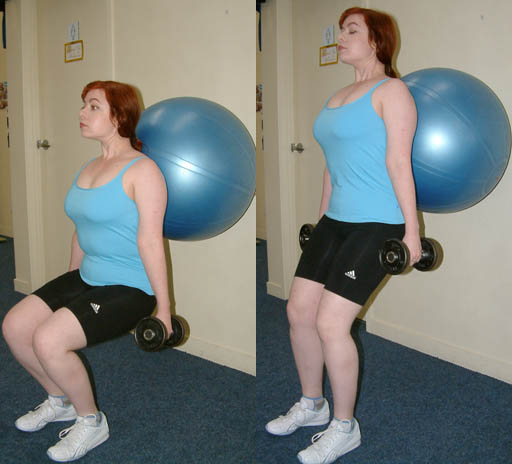
バランスボールを使ったトレーニングの例

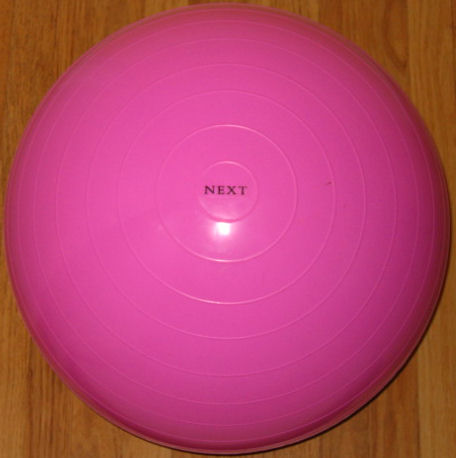
バランスボール

バランスボール（英: exercise ball）は、身体と密着させてバランス感覚のトレーニングを行うためのボールである。

## 歴史
1963年にイタリアのプラスチック製造会社のアクイリーノ・コサーニが開発し、その後スイスでリハビリテーションのための医療器具として使用されはじめた。
日本には1980年代に伝わり、筑波大学が広めたが、一般的には2001年に当時セリエAのASローマに所属していたサッカー選手の中田英寿がトレーニングに使っている映像がテレビ番組で放送された事から知られるようになった。その後テレビや雑誌等に効果の高いフィットネス用品として多く紹介された事で広く知られるようになっていった。
日本においては2020年代に市を挙げて糖尿病対策に取り組んでいた千葉県旭市が執務にバランスボールを取り入れ、その後も腰痛対策や姿勢改善、そこからの生産性向上などのために事務椅子代わりに導入する自治体が複数見られた。

## 別名
- スイスボール（Swiss ball） - 由来から
- エクササイズボール
- Gボール - gymnastics（体操）、giant（巨大）、gravity（重力）の特徴から
- ヨガボール
- フィットネスボール

## 特徴と使用法
人の体重をあずけても破損しない強度・弾力を有しており、素材としては塩化ビニル樹脂が使われることが多い。
ボールの不安定感によってバランス感覚を磨き、身体にとって有益な刺激として活用するのがバランスボールエクササイズである。バランス感覚を磨くだけでなく姿勢の矯正、しなやかな身体、筋力向上などの効果もある。スイスでは集中力を高める目的で教室の椅子として使用する学校もある。
35 - 95 cm (14 - 37 in)などのさまざまな大きさがあり、体の大きさや用途によって使い分ける。ボール内の空気の量を調節することによって硬さを変え、難易度を調節することも出来る。
バランスボールの空気を抜いて保管する際、保管中に表面が劣化し破裂の恐れが高まることが懸念されている。表面が劣化した状態で空気を入れすぎたり、荷重をかけるとこのような現象が起きる可能性が高まり、久しぶりに使う際などは傷やヒビがないかなどの確認が必要とされる。2023年にはNITEが注意を呼びかけている。